# كالوم هودسون أودوي
كالوم هودسون أودوي (بالإنجليزية: Callum Hudson-Odoi)‏ (7 نوفمبر 2000) هو لاعب كرة قدم بريطاني، يلعب في مركز الهجوم .

## وصلات خارجية
كالوم هودسون أودوي على موقع الاتحاد الأوربي (الإنجليزية)
- كالوم هودسون أودوي على موقع قاعدة بيانات كرة القدم.إي يو (الإنجليزية)
- كالوم هودسون أودوي على موقع ليكيب (الفرنسية)
- كالوم هودسون أودوي على موقع ناشيونال فوتبول تيمز (الإنجليزية)
- كالوم هودسون أودوي على موقع Soccerbase.com (لاعب) (الإنجليزية)
- كالوم هودسون أودوي على موقع Soccerway.com (الإنجليزية)
- كالوم هودسون أودوي على موقع عالم كرة القدم.نت (الإنجليزية)